# Neoromicia melckorum
Neoromicia melckorum — вид рукокрилих ссавців із родини лиликових.

## Середовище проживання
Країни проживання: Кенія, Мадагаскар, Мозамбік, Південна Африка, Танзанія, Замбія, Зімбабве. Населяє сухі та вологі савани. Лаштує сідала в основному під дахами будівель, але одна тварин була записана під корою тополі. На Мадагаскарі вид був зібраний з деградованих природних лісів і в сільськогосподарських районів з посадженими банановими рослинами.

## Загрози та охорона
Загрози для цього виду не відомі. Поки не відомо, чи вид присутній в будь-якій з природоохоронних територій в південній частині Африки. На Мадагаскарі, він був записаний в Національному парку де Мантадія.